# C'est la fête au harem
Pour plus de détails, voir Fiche technique et Distribution.
C'est la fête au harem (titre original : Harum Scarum) est un film musical américain réalisé par Gene Nelson, sorti en 1965.

## Synopsis
La star de cinéma américaine Johnny Tyrone va au Moyen-Orient pour la première de son nouveau film. Il est séduit par la belle Aishah, puis enlevé par un homme qui veut que Johnny l'aide à tuer le roi.
Johnny rencontre une esclave, Shalimar, qui se révèle être la fille du roi. Il les aide, elle et son père, à rétablir l'ordre au gouvernement. Johnny et Shalimar finissent par se marier à Las Vegas.

## Fiche technique
- Titre original : Harum Scarum
- Titre français : C'est la fête au harem
- Réalisation : Gene Nelson
- Assistant à la réalisation : Eddie Saeta
- Scénario : Gerald Drayson Adams
- Direction artistique : McClure Capps (comme H. McClure Capps) et George W. Davis
- Décors : Henry Grace et Don Greenwood Jr.
- Costumes : Beau Vanden Ecker, Gene Ostler, Margo Weintz
- Photographie : Fred Jackman Jr. (comme Fred H. Jackman)
- Son : Franklin Milton, Frank Antunez, Salvador Robinson, James Utterback, Charles Wallace
- Montage : Ben Lewis
- Musique : Fred Karger
- Production : Sam Katzman
- Société de production : Four-Leaf Productions
- Société de distribution : Metro-Goldwyn-Mayer (MGM)
- Pays de production :  États-Unis
- Langue originale : anglais
- Format : couleur (Monocolor) – 35 mm – 1,66:1 – Mono (Westrex Recording System)
- Genre : film musical
- Durée : 85 minutes
- Date de sortie : États-Unis : 24 novembre 1965

## Distribution
- Elvis Presley : Johnny Tyronne
- Mary Ann Mobley : la princesse Shalimar
- Fran Jeffries : Aishah
- Michael Ansara : le prince Dragna
- Jay Novello : Zacha
- Phillip Reed : le roi Taranshah
- Theodore Marcuse : Sinan
- Billy Barty : Baba
- Dick Harvey : Makar
- Jack Costanzo : Julna
- Larry Chance : le capitaine Herat
- Barbara Werle : Leilah
- Brenda Bennett : Emerald
- Gail Gilmore : Sapphire
- Wilda Taylor : Amethyst
- Vicki Malkin : Sari
- Ryck Rydon : Mustapha
- Richard Reeves : le bédouin apeuré
- Joey Russo : Yussef

## Chansons du film
- Harem Holiday, écrite par Peter Andreoli et Vince Poncia, interprétée par Elvis Presley
- My Desert Serenade, écrite par Stanley J. Gelber, interprétée par Elvis Presley
- Go East - Young Man, écrite par Bernie Baum, Bill Giant et Florence Kaye, interprétée par Elvis Presley
- Mirage, écrite par Joy Myers, interprétée par Elvis Presley
- Kismet, écrite par Sid Tipper et Roy C. Bennett, interprétée par Elvis Presley
- Shake That Tambourine, écrité par Bernie Baum, Bill Giant et Florence Kaye, interprétée par Elvis Presley
- Hey Little Girl, écrite par Joy Myers, interprétée par Elvis Presley
- Golden Coins, écrite par Bernie Baum, Bill Giant et Florence Kaye, interprétée par Elvis Presley
- So Close, Yet So Far (From Paradise), écrite par Joy Myers, interprétée par Elvis Presley